# Werner Rauh
Werner Rauh (* 16. Mai 1913 in Niemegk (Kreis Bitterfeld); † 7. April 2000 in Heidelberg) war ein deutscher Botaniker. Sein offizielles botanisches Autorenkürzel lautet „Rauh“.
Rauh beschäftigte sich mit der Systematik, Morphologie und Biogeographie der Pflanzen. Auf vielen Expeditionen erforschte er die Pflanzenwelt Amerikas, Afrikas und Asiens. Seine Schwerpunkte waren Bromeliengewächse und sukkulente Pflanzen. Etwa 1200 Arten, Unterarten und Varietäten wurden von Werner Rauh entdeckt und/oder beschrieben. Sein Herbarmaterial ist im Herbarium Heidelberg der Ruprecht-Karls-Universität Heidelberg hinterlegt. Seine Sammlung lebender Pflanzen ist im dortigen Botanischen Garten noch immer zu besichtigen.
In seinen Werken fällt besonders die bildhafte Sprache auf, mit der er es erreichte, die Standorte der Pflanzenarten anschaulich zu beschreiben.

## Biografie
Werner Rauh wurde am 16. Mai 1913 in Niemegk geboren. Seine Schulausbildung beendete er 1932 mit dem Abitur am örtlichen Gymnasium. Anschließend studierte er an den Universitäten von Leipzig, Innsbruck und Halle (Saale) Botanik, Zoologie, Chemie und Geologie. 1937 schloss er seine Studien an der Universität Halle mit dem Doktorgrad ab. Seine Dissertation handelte von der Hypokotyl- und Wurzelbildung und ihren Einfluss auf die Form der Pflanze. Nachdem er 1939 eine Assistenzstelle im Botanischen Institut der Ruprecht-Karls-Universität Heidelberg hatte, diente er während des Zweiten Weltkrieges als Meteorologe bei der Marine. Zurück in Heidelberg wurde er 1955 außerordentlicher Professor der Universität. 1960 erhielt er eine ordentliche Professur, wurde Direktor des neu gegründeten Instituts für Pflanzensystematik und Pflanzengeographie (Geobotanik) und Direktor des Heidelberger Botanischen Gartens. Nach seiner Emeritierung 1981 blieb er bis 1982 Direktor des Botanischen Gartens.
Werner Rauh war seit 1959 Mitglied der Internationalen Organisation für Sukkulentenforschung (IOS), wurde 1976 Vizepräsident und war bis zu seinem Tod im Jahr 2000 im Vorstand der Organisation tätig.

## Nachlass
Der Nachlass von Werner Rauh befindet sich zum größten Teil (Feldbücher, Photographien und Diasammlung) bei Rauhs Schüler Wilhelm Barthlott in Bonn. Ein kleinerer Teil (Expeditionstagebücher, Sonderdrucksammlung, Manuskripte) sowie der größte Teil von Rauhs Herbarmaterial, darunter Hunderte von Typusaufsammlungen, befindet sich im Botanischen Garten und Herbarium Heidelberg. Dort wird sein Nachlass seit 2009 im „Werner Rauh Heritage Project“, das von der Klaus Tschira Stiftung finanziert wird, systematisch aufgearbeitet.

## Expeditionen
- 1950: Marokko; 3 Monate
- 1954: Peru, Ecuador; 9 Monate
- 1956: Peru, 4 Monate
- 1959/1960: 1. August 1959 – 23. März 1960, Madagaskar, Tansania, Kenia; 8 Monate
- 1961: Madagaskar, Südafrika
- 1963: Madagaskar, Komoren; 3 Monate
- 1964: Südafrika; 3 Monate
- 1966: Mexiko; 6 Monate
- 1967: Peru; 3 Monate
- 1968: Südafrika
- 1969: Madagaskar, Komoren; 7 Monate
- 1970: Peru, Mexiko (Baja California);4 Monate[1]
- 1971: USA (Kalifornien, Arizona); 4 Monate
- 1973: Ecuador, Galapagosinseln, Peru, Brasilien
- 1974: Mexiko; 4 Monate
- 1975: Brasilien, Kolumbien, Ecuador, Peru, Panama; 8 Monate
- 1976: Peru, Bolivien, Chile; 4 Monate
- 1977: USA (Arizona, Utah), Guatemala, Costa Rica, Panama; 7 Monate
- 1978: Indonesien (Westneuguinea), Papua-Neuguinea, Philippinen: 3 Monate
- 1979: Namibia, Südafrika; 3 Monate
- 1980: Mexiko, Peru, Ecuador
- 1981: Brasilien; 1 Monat
- 1982: USA (Florida), Panama, Dominikanische Republik; 2 Monate
- 1983: Ecuador, Peru, Argentinien; 3 Monate
- 1984: Venezuela, Dominikanische Republik, Panama; 2 Monate
- 1985: USA (Kalifornien), Mexiko (Baja California), Peru
- 1986: Brasilien; 2 Monate
- 1994: Madagaskar

## Ehrungen
- Willdenow-Medaille, Berlin
- Veitch Memorial Medal der Royal Horticultural Society, London
- Cactus d’Or, 1978
- Korrespondierendes Mitglied der Heidelberger Akademie der Wissenschaften, 1985
- „Ritter des Nationalen Ordens“ Madagaskars, 1999.
- Verdienstorden der Bundesrepublik Deutschland (Verdienstkreuz am Bande), 1999

## Nach Rauh benannte Taxa
Ihm zu Ehren wurden die Pflanzengattungen
- Rauhia Traub aus der Familie der Amaryllisgewächse (Amaryllidaceae)
- Rauhocereus Backeb. aus der Familie der Kakteengewächse (Cactaceae)
- Werauhia J.R.Grant aus der Familie der Bromeliengewächse (Bromeliaceae) benannt.

Folgende Pflanzenarten wurden ebenfalls nach ihm benannt:
- Akanthusgewächse (Acanthaceae): Dicliptera rauhii Wassh., Justicia rauhii Wassh., Ruellia rauhii Wassh.
- Mittagsblumengewächse (Aizoaceae): Conophytum rauhii Tischer
- Doldenblütler (Apiaceae): Eryngium rauhianum Mathias & Constance
- Hundsgiftgewächse (Apocynaceae): Caralluma rauhii Lavranos, Cynanchum rauhianum Desc.
- Affodillgewächse (Asphodelaceae): Aloe rauhii Reynolds, Guillauminia rauhii (Reynolds) P.V.Heath
- Korbblütler (Asteraceae): Mutisia rauhii Ferreyra, Pulicaria rauhii E.Gamal-Eldin, Senecio rauhii Cuatrec.
- Bromeliengewächse (Bromeliaceae): Guzmania rauhiana H.Luther, Puya rauhii L.B.Sm., Tillandsia rauhii L.B.Sm., Vriesea rauhii L.B.Sm., Werauhia rauhii J.R.Grant
- Kakteengewächse (Cactaceae): Armatocereus rauhii Backeb., Haageocereus rauhii (Backeb.) P.V.Heath, Opuntia rauhii (Backeb.) G.D.Rowley, Weberbauerocereus rauhii Backeb.
- Dickblattgewächse (Crassulaceae): Crassula rauhii Friedrich
- Heidekrautgewächse (Ericaceae): Ceratostema rauhii Luteyn, Thibaudia rauhii A.C.Sm.
- Wolfsmilchgewächse (Euphorbiaceae): Euphorbia rauhii Haev. & Labat
- Malvengewächse (Malvaceae): Acaulimalva rauhii (Hochr.) Krapov., Malvastrum rauhii Hochr., Nototriche rauhii Hochr.
- Orchideen (Orchidaceae): Bulbophyllum rauhii Toill.-Gen. & Bosser, Eulophidium rauhii Senghas, Lepanthes rauhii Luer, Masdevallia rauhii Senghas & L.A.Braas, Maxillaria rauhii D.E.Benn. & Christenson, Neokoehleria rauhii Senghas, Oeceoclades rauhii (Senghas) Garay & P.Taylor, Platystele rauhii Luer, Gattung Rauhiella Pabst & Braga, Scelochilus rauhii Senghas
- Süßgräser (Poaceae): Calamagrostis rauhii Tovar, Dissanthelium rauhii Swallen & Tovar

## Veröffentlichungen (Auswahl)
- Morphologie der Nutzpflanzen. 2. Auflage. Quelle & Meyer–Verlag, Heidelberg 1950.
- Unsere Pilze (= Winters naturwissenschaftliche Taschenbücher. Bd. 1, Pilze). Winter, Heidelberg 1959 (5., völlig neugestaltete Auflage)
- Schöne Kakteen und andere Sukkulenten (= Winters naturwissenschaftliche Taschenbücher. Bd. 31, ZDB-ID 521590-0). Winter, Heidelberg 1967 (2., völlig überarbeitete Auflage. Bornträger, Berlin u. a. 1978, ISBN 3-443-25331-8; auch als: Die 100 schönsten Kakteen (= Humboldt-Taschenbücher 370 Praktischer Ratgeber). Gekürzte Taschenbuchausgabe. Humboldt-Taschenbuchverlag, München 1980, ISBN 3-581-66370-8).
- Bromelien. Für Zimmer und Gewächshaus. 2 Bände (Bd. 1: Die Tillandsioideen. Bd. 2: Die Bromelioideen und Pitcairnioideen.). Ulmer, Stuttgart 1970–1973, ISBN 3-8001-6007-2 (Bd. 2), (2., neubearbeitete Auflage als: Bromelien. Tillandsien und andere kulturwürdige Bromelien. ebenda 1981, ISBN 3-8001-6029-3; 3., neubearbeitete und erweiterte Auflage. ebenda 1990, ISBN 3-8001-6371-3).
- Die grossartige Welt der Sukkulenten. Anzucht und Kultur sukkulenter Pflanzen mit Ausnahme der Kakteen. Parey, Berlin u. a. 1967 (2., überarbeitete Auflage. ebenda 1979, ISBN 3-489-60724-4).
- Kakteen an ihren Standorten. Unter besonderer Berücksichtigung ihrer Morphologie und Systematik. Mit Schlüsseln zum Bestimmen der Gattungen. Parey, Berlin u. a. 1979, ISBN 3-489-51924-8.
- als Hrsg. mit Karlheinz Senghas: Otto Schmeil, Jost Fitschen: Flora von Deutschland und seinen angrenzenden Gebieten (1903); 88. Auflage. Heidelberg/Wiesbaden 1988.
- Succulent and Xerophytic Plants of Madagascar. 2 Bände. Strawberry Press, Mill Valley CA 1995–1998, ISBN 0-912647-14-0 (Bd. 1), ISBN 0-912647-17-0 (Bd. 2).

- Übersicht über weitere Veröffentlichungen Werner Rauhs (PDF) (Memento vom 26. September 2007 im Internet Archive) (173 kB)